# Gotarces II de Pàrtia
Gotarces II va ser rei de Pàrtia l'any 42 en rebel·lió, d'Hircània i Pàrtia Oriental del 43 al 45, de Pàrtia en rebel·lió el 45, i altre cop (sense oposició) del 47 fins al 51.
Era fill d'Artaban III de Pàrtia, i a la mort del seu pare, que havia deixat per hereu Vardanes I es va rebel·lar contra el seu germà i va fer matar Artaban, un altre germà seu, i a tota la seva família l'any 41, cosa que el va fer impopular i va facilitar l'accés al tron del seu germà Vardanes. Derrotat prop d'Ecbàtana, va haver de fugir a la part oriental del regne. Allà va reunir un exèrcit escita, de la branca dels nòmades dahes, i va tornar l'any 43. Va fer un tractat amb son germà, que li va cedir Hircània i la part oriental de l'imperi.
Durant dos anys va conspirar i va obtenir el suport d'Izates II d'Adiabene i es va rebel·lar l'any 45. Vardanes va marxar contra el rebel, al que va derrotar a la riba del riu Carinda (a la costa sud de la mar Càspia). Gotarces va fugir al territori dels escites dahan i Vardanes el va empaitar i va obtenir diverses victòries però no el va poder atrapar.
Assassinat Vardanes l'any 46, poc després, per la presència del seu exèrcit escita, es va fer reconèixer pels nobles i mags. Com altres reis es va titular «Rei de reis, benefactor, just, il·lustre (epífanes) i amic dels grecs (filhel·lènic)».
Però entre la noblesa hi havia un sector descontent per la crueltat i la luxúria de Gotarces, i va enviar una petició a l'emperador romà Claudi, demanant que recolzés a Meherdates, fill de Vonones I, que era ostatge a Roma. Meherdates amb permís de Roma es va presentar a la frontera de Pàrtia a l'Eufrates i va ser proclamat rei pels seus partidaris (49) entre ells el rei Abgar V d'Osroene que era en secret fidel a Gotarces. Abgar V va aconsellar al pretendent que en lloc de marxar directament contra Selèucia del Tigris i Ctesifont, passés per Nínive i la riba esquerra del Tigris, i li va fer cas. Gotarces, posat al corrent per Abgar, va sorprendre a Meherdates prop de Nínive i el va derrotar i fer presoner i li va fer tallar les orelles, cosa que inhabilitava per a ser rei.
Gotarces va morir l'any 51, de malaltia segons Tàcit o assassinat segons Flavi Josep. No va deixar fills. Els nobles van proclamar rei a Vonones II que era rei d'Atropatene, regne al que va renunciar en favor del seu fill Pacoros.